# Rezolucija Vijeća sigurnosti UN-a 1037
Rezolucijom Vijeća sigurnosti UN-a 1037, jednoglasno usvojenom 15. siječnja 1996., nakon podsjećanja na prethodne rezolucije o Hrvatskoj, uključujući rezolucije 1023 (1995.) i 1025 (1995.), Vijeće je uspostavilo Prijelazno tijelo Ujedinjenih naroda za Istočnu Slavoniju, Baranju i Zapadni Srijem (eng. United Nations Transitional Authority for Eastern Slavonia, Baranja and Western Sirmium, UNTAES) za početni period od 12 mjeseci.
Vijeće je počelo ponovnim potvrđivanjem da su istočna Slavonija, Baranja i zapadni Srijem (poznati kao sektor Istok) sastavni dijelovi Hrvatske te da je važno poštivanje ljudskih prava i temeljnih sloboda. Dana je potpora Temeljnom sporazumu potpisanom 12. studenoga 1995. između Vlade Hrvatske i lokalnih Srba. Nakon operacije Oluja rezolucija je pozvala strane da se "suzdrže od bilo kakvih jednostranih akcija". Bilo je važno da su se sve države u bivšoj Jugoslaviji međusobno priznale.
Djelujući prema Poglavlju VII Povelje Ujedinjenih naroda, odlučeno je da će UNTAES djelovati u tri regije u početnom razdoblju od godinu dana s vojnom i civilnom komponentom. Glavni tajnik Butros Butros-Ghali zamoljen je da imenuje direktora. Demilitarizacija bi bila dovršena unutar 30 dana nakon razmještanja vojne komponente UNTAES-a. 14 dana nakon datuma na koji je demilitarizacija trebala biti dovršena, izvršit će se revizija spremnosti stranaka da provedu Temeljni sporazum. Ako bi glavni tajnik izvijestio da strane ne ispunjavaju svoje obveze, preispitao bi mandat UNTAES-a. Od njega je također zatraženo da do 15. prosinca 1996. izvijesti vijeće o UNTAES-u i provedbi Temeljnog sporazuma.
Vijeće sigurnosti da će se vojna komponenta UNTAES-a sastojati od početnih snaga do 5000 ljudi sa sljedećim mandatom:
(a) praćenje i pomoć u demobilizaciji, dovršeno do 20. lipnja 1996.;
(b) nadzire povratak izbjeglica i raseljenih osoba;
(c) svojom prisutnošću doprinositi miru u regiji;
(d) pomoći u provedbi Osnovnog ugovora.
Također je odlučeno da će civilna komponenta imati sljedeći mandat:
(a) uspostaviti privremene policijske snage do srpnja 1996. od oko 600 ljudi i nadzirati zatvorski sustav;
(b) obavlja poslove koji se odnose na civilnu upravu;
(c) obavljati zadatke koji se odnose na javne usluge;
(d) poduprijeti povratak izbjeglica;
(e) potvrditi i organizirati izbore za travanj 1997.;
(f) poduzimati druge zadatke, kao što je gospodarska obnova .
UNTAES bi nadzirao usklađenost stranaka sa sporazumom, poštivanje ljudskih prava i promicanje atmosfere povjerenja. Države članice također su ovlaštene pružiti zračnu potporu za zaštitu UNTAES-a. Zatraženo je da UNTAES surađuje s Implementacijskim snagama ovlaštenim u Rezoluciji 1031 (1995.) i da sve države surađuju s Međunarodnim kaznenim sudom za bivšu Jugoslaviju uspostavljenim u Rezoluciji 827 (1993.).
Na kraju, rezolucija je zaključena traženjem od glavnog tajnika da razmotri načine na koje bi Hrvatska mogla pridonijeti troškovima UNTAES-a.

## Vanjske poveznice
- Text of the Resolution at undocs.org
- UNTAES website